# RTL – Deutschlands Hit-Radio
RTL – Deutschlands Hit-Radio (ehemals RTL Radio, davor Radio Luxemburg) ist ein deutschsprachiger Radiosender, der in Berlin produziert wird und luxemburg- und deutschlandweit via Kabel, Satellit (europaweit), DAB+ und gebietsweise auch über UKW sendet. Laut Media-Analyse 2022 Radio II erreichte RTL Radio rund 464.000 Hörer pro Arbeitstag und hatte damit einen deutschlandweiten Marktanteil von 0,7 %. Das Musikformat war bis zum 30. Juni 2015 Major AC, seitdem ist es Hot AC.

## Geschichte

### Ursprung
Radio Luxemburg und damit das heutige RTL – Deutschlands Hit-Radio hat seinen Ursprung im Sender Radio Luxembourg, der vom 15. März 1933 an als privatrechtlicher Rundfunk ein französischsprachiges Programm ausstrahlte. Sendungen in weiteren Sprachen (Deutsch und Englisch) wurden in das Programm aufgenommen. Nach der Befreiung Luxemburgs im September am Ende des Zweiten Weltkrieges 1944 galt der Sender als offizielles Sprachrohr des alliierten militärischen Hauptquartiers. Leiter des deutschen Dienstes, der zu diesem Zeitpunkt eingerichtet wurde und mehrere Jahre sendete, war Hans Habe. Zunächst auf einer Langwellen- (252 kHz, später 233 kHz) und einer Mittelwellenfrequenz (1439 kHz) wurden ein regelmäßiger Sendebetrieb in französischer, englischer, niederländischer und luxemburgischer Sprache aufgenommen. Die Langwelle wurde schließlich ganz dem französischen Programm zugeordnet, die Mittelwelle dem niederländischsprachigen (tagsüber) und englischsprachigen (abends).
Im Jahr 1957 kamen im Mittelwellenprogramm zunächst nachmittags deutschsprachige Sendungen hinzu, aus denen sich in wenigen Jahren ein tagesfüllendes Programm für Zuhörer vor allem in der Bundesrepublik Deutschland entwickelte. Das niederländischsprachige Programm wurde entsprechend sukzessive gekürzt und schließlich in den 1980er Jahren ganz eingestellt. Das Mittelwellenprogramm wurde gleichzeitig über eine Kurzwellenfrequenz verbreitet, sodass es in weiten Teilen Europas empfangen werden konnte. Durch die Inbetriebnahme von UKW-Sendern konnte das deutsche Programm abends weiter senden, während auf der Mittelwellenfrequenz das englische Programm ausgestrahlt wurde. Die Kurzwellenfrequenz wurde ebenfalls dem deutschen Programm zugeschlagen. Wegen des Verbots kommerziellen Rundfunks in den Nachbarländern sendete Radio Luxemburg seine allesamt werbefinanzierten Programme bis in die 1980er Jahre aus Luxemburg.
Die englischsprachigen Sendungen von Radio Luxembourg begannen 1933 und wurden weitgehend von der Werbeindustrie bestritten, die ihre eigenen Produktionsstätten und Moderatoren hatte, um ihre Produkte flächig zu präsentieren. In Südengland und Irland positionierte sich Radio Luxembourg als Konkurrent der BBC. In den 1960er Jahren entwickelte sich der englischsprachige Dienst von Radio Luxembourg zu einem führenden Popmusikprogramm, das, von Discjockeys moderiert, als stilbildend galt und sich in weiten Teilen Nordwesteuropas großer Beliebtheit erfreute.

### 1950er Jahre
Das in den 1950er- und 1960er-Jahren überaus populäre deutschsprachige Programm von Radio Luxembourg startete am 15. Juli 1957 mit dem Moderator Pierre Nilles (1923–2000), der sich im Programm Peter Perleberg nannte, mit den Worten „Meine Damen und Herren, liebe Zuhörer, sie hören nun ein Versuchsprogramm von Radio Luxemburg in deutscher Sprache. Wir senden ab heute jeden Tag von 14 bis 15 Uhr ein leichtes Musikprogramm. Hier ist Radio Luxemburg auf der Mittelwelle 208 Meter“. Es wurde auf der Mittelwellenfrequenz 208 m/1439 kHz (später 1440 kHz) und auf der Kurzwellenfrequenz 6090 kHz im 49-m-Band ausgestrahlt. Produziert wurde es in der Villa Louvigny. Auf Mittelwelle 208 m/1439 kHz hingegen startete ab 19:00 Uhr das englischsprachige Programm „2-0-8“ von Radio Luxemburg. Sendezeit des deutschsprachigen Programms war zunächst eine Stunde von 14 bis 15 Uhr, bereits im November 1957 wurde es auf vier Stunden verlängert. Vorher sendete das flämische Programm, am Abend das englische. Im Dezember 1962 kam der UKW-Kanal 33 (97,0 MHz) hinzu, so dass die zunächst Drei fröhlichen Wellen bis Rheinland-Pfalz, im Saarland und nach Nordrhein-Westfalen hinein nun täglich von 6 bis 21 Uhr auch gut auf UKW zu empfangen waren. Bereits am 1. Januar 1960 wurde die Mittelwelle 208 Meter auf 600 Kilowatt verstärkt. Als vierte fröhliche Welle kam im April 1967 dann noch der UKW-Kanal 6 (88,9 MHz) hinzu. Seit 1957 wurde als Erkennungsmelodie der Instrumentaltitel Belle of the Ball von Leroy Anderson verwendet und nach zehn Jahren am 27. September 1967 durch Happy Luxemburg von James Last ersetzt. Neben dieser stationsbezogenen Erkennungsmelodie besaßen auch einzelne Programmserien wie die Hitparade eigene Identifikationsmelodien.
Eine der ersten deutschen Moderatorinnen war Lilibert (Elisabeth Bertram), Gattin des Schlagerproduzenten Hans Bertram. Im April 1958 kam Camillo Felgen zum Sender und wurde dort Chefsprecher des deutschen Programms. Am 6. April 1958 sendete Felgen erstmals eine Hitparade in deutscher Sprache. Die ersten Löwen (eine 2,5 Kilogramm schwere Trophäe in Gold, Silber und Bronze) von Radio Luxemburg wurden am 30. April 1959 in der Essener Grugahalle verliehen.

### 1960er und 1970er Jahre
In den Teilen Deutschlands, in denen die Vier fröhlichen Wellen von Radio Luxemburg wegen der Nähe zu Luxemburg empfangen werden konnten (insbesondere im Westen und Südwesten der Bundesrepublik sowie im deutschsprachigen Ostbelgien), erreichte der Sender bei den jüngeren Zuhörern Kultstatus. Da die ansonsten konkurrenzlosen öffentlich-rechtlichen Radiosender der ARD nur ein sehr konservatives Programm mit höherem kulturellen Anspruch und fast keine Popmusik ausstrahlten, war Radio Luxemburg für sie – neben BFBS, AFN, CFN oder Piratensendern – die einzige Möglichkeit, neue Popmusik zu hören. Wegen des wachsenden Erfolgs wurde das deutsche Nachmittagsprogramm zügig zum Ganztagsprogramm ausgebaut. Bereits Ende der 1960er Jahre sendete das deutsche Programm von 6 bis 9 Uhr und von 12 bis 19.30 Uhr auf der bis weit nach Deutschland hineinreichenden Mittelwelle, die 1968 auf 1.200 Kilowatt verstärkt und somit einer der stärksten Mittelwellensender Europas wurde; von 6 bis 1 Uhr war es zudem im näheren Umkreis des Großherzogtums über UKW zu empfangen. Mehr als 15 Millionen deutsche Zuhörer verfolgten das Programm, das etwa 40 Millionen DM Werbeeinnahmen erbrachte. Das flämische Programm schrumpfte unterdessen auf drei Stunden am Vormittag (9 bis 12 Uhr) und schließlich auf anderthalb bzw. in den 1970er Jahren nur noch eine halbe Stunde am frühen Abend (18 bis 19.30 Uhr bzw. 19 bis 19.30 Uhr) vor dem weiterhin sehr erfolgreichen englischen Programm, mit Sprechern wie z. B. Tony Prince. Hohe Einschaltquoten erreichten im deutschen Programm samstags vor allem „Die großen Acht“ (u. a. moderiert von Camillo Felgen, Frank Elstner – ab 14. Januar 1964 beim Sender, ab Mai 1973 Leiter des deutschsprachigen Programms –, Jochen Pützenbacher (ab 1973 Chefsprecher), Viktor Worms) und sonntags die „Hitparade“ (u. a. moderiert von Camillo Felgen, Frank Elstner, Oliver Spiecker, Thomas Gottschalk, Jörg Ebner). Zur Ermittlung der „Großen Acht“ wurden große Plattengeschäfte im deutschen Verbreitungsgebiet live in der Sendung abwechselnd angerufen und nach ihrer Single-Verkaufshitparade befragt. Man konnte in diesen Geschäften beobachten, dass beim Kauf einer Schallplatte tatsächlich eine Strichliste geführt wurde. Bei der „Hitparade“ stimmten die Hörer per Postkarte oder in ausgewählten Sparkassen per Stimmbox und Stimmzettel in Nordrhein-Westfalen ab. Als Anreiz wurden Preise ausgelobt, deren Gewinner in der Sendung gezogen wurden. Im Frühjahr 1968 verließ Camillo Felgen den Sender, da er sich fortan dem Fernsehen widmen wollte.
Von 1969 bis 1972 veranstaltete der Sender jährlich den Grand Prix RTL International, einen an den Grand Prix Eurovision der EBU angelehnten Musikwettbewerb.
1977 startete Radio Luxemburg die Kindertage, eine jährliche Sendung, bei der von 6 bis 18 Uhr Kinder das Programm machen konnten. Die damals 12-jährige Luxemburger Moderatorin und Schauspielerin Désirée Nosbusch hatte dabei ihre ersten öffentlichen Auftritte.
1979 wurde von Wolfgang Rositzka die Sketchreihe Die Puhvogels erfunden, die er zusammen mit Axel Fitzke spielte.

### 1980er Jahre
Im September 1983 gab Radio Luxemburg die Gründung eines deutschsprachigen TV-Programms mit Namen RTLplus bekannt, dessen Testsendungen ab 3. Oktober 1983 begannen. Offizieller Start war am 2. Januar 1984. Dies wurde möglich, da das Bundesverfassungsgericht mit dem 3. Rundfunk-Urteil den Weg für privaten Rundfunk frei gemacht hatte. Am 1. Januar 1988 zog der ehemalige Ableger RTLplus nach Köln, um auf dem sich öffnenden deutschen Medienmarkt präsent zu sein.
Am 2. Mai 1988 wurde Radio Luxemburg erst zu RTL Hörfunk und schließlich am 1. Oktober 1990 unter Programmleiter Arno Müller neu gestartet, nach Vorbild der amerikanischen Hitradios auf die 25- bis 45-Jährigen fokussiert und in RTL Radio umbenannt. Zu den Gründen der Reform nannte Müller die schlechte Vermarktbarkeit des bisherigen, schlagerlastigen Programms. Gleichzeitig wurde die gesamte Moderation verjüngt. Arno Müller verließ nach nur einem Jahr RTL Radio und wurde Programmchef des Berliner 104.6 RTL. Außerdem moderiert er heute die Sendung Arno und die Morgencrew, die auf ebendiesem Sender sowie heute auch bei RTL – Deutschlands Hit-Radio ausgestrahlt wird.

### 1990er Jahre
1990 entstand in Stuttgart das Network- und Regionalprogramm RTL Radio Baden-Württemberg, das auch andere Lokalsender in Baden-Württemberg und Nordrhein-Westfalen mit Programmstrecken belieferte. Das innovative Programm, bei dem durch Fernsteuerung jeweils die lokalen Kennungen und Werbungen ausgelöst werden konnten, wurde 1994 eingestellt, weil die Politik einem überregionalen privaten Rundfunk keine Zukunft einräumte. Bekannte Stimmen aus der Zeit in der Stuttgarter Heusteigstraße sind unter anderem Jürgen Kaul, heute bei Bayern 1; Frank Bluhm, heute antenne 1 oder auch Kai Karsten, heute bei SWR3 erfolgreich. Dagegen sendet das 1991 gegründete Berliner Stadtradio 104.6 RTL auch heute noch.
Am 2. November 1992 wurde RTL Radio zu einem reinen Oldiesender mit der Faustregel, ein Oldie sei alles, „was 14 Jahre und älter ist“, so dass jedes Jahr zum 1. Januar ein neuer Jahrgang hinzukam. Dementsprechend kamen ab 1994 auch die 80er hinzu, wodurch der vormalige Slogan Die größten Hits der 50er, 60er und 70er – RTL, der Oldiesender! zu RTL RADIO – Die größten Oldies! wurde.
Hauseigene Sketchserien wie etwa Die Staumeiers oder Das Chaoskrankenhaus liefen in ganz Deutschland auf anderen Radiosendern mit den Stimmen der RTL-Radio-Moderatoren (zum Beispiel als Die Radio Hamburg Staumeiers), ohne dass bei anderen Sendern auf die Herkunft der Sketche hingewiesen wurde. Die Sketchreihe Raumschiff Sonderpreis (mit den Figuren Kpt. Kork, Mr. Spuck und dem notorisch betrunkenen Schiffsarzt Pulle) lief auf RTL Radio während der Zeit als Oldiesender jahrelang, bevor Michael „Bully“ Herbig die Reihe Unser (T)Raumschiff in seiner Bullyparade einführte.
Im Sommer 1996 benannte sich RTL – Der Oldiesender nach vier Jahren wieder in RTL RADIO um.

### 2002–2015

Logo bis 30. Juni 2015

Im Dezember 2002 rückten die Verantwortlichen vom reinen Oldiesender ab und sendeten seitdem bis zum 30. Juni 2015 neben Oldies auch die besten Hits der 80er, 90er und der jeweiligen Zeit. Der Claim von RTL RADIO war zunächst Die besten Hits mit Gefühl, später lautete er Die besten Hits aller Zeiten.
Das Programm umfasste neben Musik auch Nachrichten aus aller Welt und Deutschland-Wetter, unterhaltsame Rubriken, Informationen zum Tagesgeschehen und Gewinnspiele. Zum Moderationsteam vor dem Relaunch von RTL Radio im Juli 2015 gehörten Julia Siegel, Kirsten Frintrop, Alex John, Helmer Litzke, Andree Werner und Andreas Radtke. Zum Redaktionsteam gehören u. a. Frank Jaeger, Christian Runne, Mikael Hoffmann und Peter Fath.
Nach einer ersten Entlassungswelle zum Jahreswechsel 2013/2014 wurden am 7. Februar 2014 die wenigen, verbliebenen Mitarbeiter von RTL RADIO darüber informiert, dass der Sender nach Berlin umziehen und seine Studios in Luxemburg aufgegeben werden sollen. Allen acht festangestellten Mitarbeitern wurde ein Umzug nach Berlin angeboten, die noch verbliebenen freien Mitarbeiter sollten nicht weiterbeschäftigt werden. Am 1. Juli 2015 endete schließlich nach knapp 58 Jahren die Geschichte des deutschsprachigen RTL-Programms aus Luxemburg.
Vom 1. Januar 2005 bis 1. Mai 2011 sendete RTL RADIO ein digitales Versuchsprogramm auf der Kurzwellenfrequenz 6095 kHz und auf der Mittelwellenfrequenz 1440 kHz.
Auf der Mittelwellenfrequenz 1440 kHz vom Sender Marnach wurde RTL – Deutschlands Hit-Radio bis zur Abschaltung der Frequenz am 31. Dezember 2015 zuletzt noch von 5:00 bis 5:30 Uhr, 6:00 bis 8:00 Uhr, 13:00 bis 13:10 Uhr sowie von 17:55 bis 19:30 Uhr verbreitet. Von 5:30 bis 6:00 Uhr und von 19:30 bis 20:00 Uhr wurden die Programme religiöser Veranstalter, vorrangig die des schweizerischen Missionswerkes Freundesdienst verbreitet. Hierzu wurde das RTL-Programm mit dem Hinweis „RTL RADIO – Sie hören nun das religiöse Programm“ unterbrochen. Von 8:00 bis 13:00 Uhr und von 20:00 bis 1:00 Uhr wurde das Programm von Radio China International ausgestrahlt. In der Zeit von 1:00 bis ca. 5:00 Uhr sowie von 13:10 bis 17:55 Uhr war der Mittelwellensender abgeschaltet.
Neben dem Programm RTL RADIO war bis zum 31. Dezember 2015 über Satellit auch ein RTL 1440 genanntes Programm zu empfangen, das bis auf Radio China International dem Mittelwellenprogramm mit den religiösen Sendungen entspricht. RTL 1440 wurde im Gegensatz zum Mittelwellenprogramm jedoch rund um die Uhr ausgestrahlt. Die Sendestrecken von China Radio International wurden nicht über RTL 1440 ausgestrahlt, sondern exklusiv nur über Mittelwelle.
Vom 1. Dezember 2008 bis 23. Dezember 2013 sendete RTL RADIO auf den UKW-Frequenzen 93,3 und 97,0 unter dem Namen RTL Radio 93.3 und 97.0 (ab 2012: RTL RADIO – Die besten Hits im besten Mix) rund um die Uhr ein eigenes Programm. Dieses Programm hatte keinerlei programmliche Verbindung zu RTL RADIO. Das Programm umfasste ein moderneres „Hot-AC“-Repertoire mit Musik der 1980er bis heute, Informationen aus aller Welt und aus der Großregion, Veranstaltungstipps für die Großregion, regionale Sportinfos und Spezialsendungen, z. B. „TBB Trier – Basketball live“ mit Sportreporter und TBB-Hallensprecher Chris Schmidt oder „Menschen unserer Großregion“ mit bekannten Persönlichkeiten aus dem Sendegebiet. Die Morgensendung hieß Jans Morgen, ab dem 7. Januar 2013 wurde sie in Jan und Julia am Morgen umbenannt. Sie wurde werktäglich zwischen 6 und 10 Uhr gesendet und von Jan Seifert (seit 2013 auch Julia Siegel) moderiert. Mitte Dezember 2013 wurde bekannt, dass dieses Programm zum 23. Dezember 2013 eingestellt wurde und ab 19 Uhr nach fünf Jahren wieder das bundesweite „RTL RADIO – die besten Hits aller Zeiten“ aufgeschaltet wurde. Eine Entscheidung, die bei den regionalen Hörern von RTL RADIO weitgehend auf negative Resonanz gestoßen ist.

#### Das Jubiläum zu 50 Jahre RTL-Radio Luxemburg
Am 15. Juli 2007 um 15:00 Uhr, genau 50 Jahre nach der Aufschaltung von Radio Luxemburg (1957), feierten bis zu 350 ehemalige und seinerzeitige Mitarbeiter das große Jubiläum der Vier fröhlichen Wellen. Die Feier wurde nach einem Treffen auf dem Kirchberg in der RTL-Group-Zentrale ab 20:00 Uhr auf dem Moseldampfer „MS Roude Léiw“ in Remich fortgesetzt.
Die Ehefrau von Camillo Felgen, Marianna, wurde an diesem Abend mit einem „außerordentlichen“ goldenen RTL-Löwen für das Lebenswerk ihres am 16. Juli 2005 verstorbenen Mannes ausgezeichnet. Überreicht wurde diese Auszeichnung vom damaligen RTL-RADIO-Direktor Holger Richter.

### Heute

Logo bis 26. Juni 2023

Nach starken Hörerverlusten (wurden 2001 pro Arbeitstag noch 2,16 Mio. Hörer erreicht, so waren es 2015 nur noch 515.000) wurde Ende Juni 2015 bekanntgegeben, dass RTL Radio am 1. Juli 2015 um 6 Uhr relauncht werden soll. Es wird seitdem aus Berlin gesendet. Gleichzeitig wurde das Musikformat auf Hot AC umgestellt. Der Sendebetrieb von RTL – Deutschlands Hit-Radio startete mit der Sendung Arno und die Morgencrew, die von Arno Müller moderiert wird. Eine Regionalredaktion, die das Wetter und den Verkehrsservice für die UKW-Frequenzen 93,3 und 97,0 sowie DAB+ Kanal 7D produziert, verbleibt in Luxemburg. Als einziger Moderator wechselte Helmer Litzke nach Berlin; die restlichen Moderatoren verließen den Sender zum 30. Juni 2015 auf eigenen Wunsch. Das neue Programm besteht mehrheitlich aus Voicetracking; auch die Programmstruktur ist vom Schwestersender 104.6 RTL übernommen. Der Relaunch führte zu großen Protesten per Brief, Telefon und E-Mail sowie auf den Facebook-Seiten des Programms. Der Sender rechtfertigte sein Vorgehen und nannte die immer geringer werdenden Hörerzahlen als Grund für die Umstellung. Alternativ wurde auch in Erwägung gezogen, den Sender komplett einzustellen; man entschied sich jedoch für einen Relaunch. Auf vielfachen Hörerwunsch startete RTL – Deutschlands Hit-Radio am 16. September 2015 den Webradio-Ableger RTL – Die besten Hits aller Zeiten mit dem alten Musikformat. Gesendet wird Nonstop-Musik ohne Moderation. Die Nachrichten um zehn vor werden vom Hauptprogramm übernommen.
Anfang Juli 2020 wurde bekannt, dass RTL sein Radioprogramm mit dem Start des zweiten DAB+ - Bundesmux ab Oktober 2020 bundesweit digital im Programmpaket von Antenne Deutschland verbreitet. Die Aufschaltung erfolgte am 5. Oktober 2020.

## Leiter

### Direktoren
| Zeitraum      | Direktoren           |
| ------------- | -------------------- |
| 1957 bis 1964 | Claude Fischer       |
| 1964 bis 1973 | Helmut Stoldt        |
| 1973 bis 1983 | Frank Elstner        |
| 1983 bis 1990 | Helmut Thoma         |
| 1990 bis 1999 | Bernt von zur Mühlen |
| 1999 bis 2000 | Alain Berwick        |
| 2000 bis 2014 | Holger Richter       |
| seit 2014     | vakant               |

### Programmleiter
| Zeitraum      | Programmleiter   |
| ------------- | ---------------- |
| 1988 bis 1990 | Hubert Terheggen |
| 1990 bis 1991 | Arno Müller      |
| 1991 bis 1995 | Bernd Britten    |
| 1995 bis 2014 | Holger Richter   |
| seit 2014     | vakant           |

### Stationsmanager
Der Stationsmanager übernimmt das kaufmännische Tagesgeschäft und unterstützt den Direktor bei seinen Tätigkeiten.
| Zeitraum               | Programmleiter |
| ---------------------- | -------------- |
| 1993 bis 1999          | Jean Steffen   |
| 1999 bis 2014          | Holger Richter |
| seit 1. September 2014 | Frank Jaeger   |

## Studios
Radio Luxemburg sendete überwiegend aus dem Studio 4 der Villa Louvigny im Parc Municipal in Luxemburg. Am 2. Januar 1976 wurde Studio Bonn gegründet, im Juli 1981 folgte ein Studio in Düsseldorf-Oberkassel (Studioleiter: Max Schautzer), in dem insbesondere die Sendungen „Mister Morning“ und „Die großen Acht“ aufgenommen wurden. Der Verkehrswarnfunk von RTL-Radio Luxemburg, live aus dem Düsseldorfer Landesinnenministerium, galt als einer der Besten und wurde damals sogar vom „Stern“ ausdrücklich gelobt. Unterstützt von den Ford-Werken in Köln, ausgerüstet mit Autotelefonen, die auf Kosten des Senders betrieben wurden, berichteten Fahrer, die vom DRK eingesetzt wurden, live über den Sender von den Autobahnen über Verkehrsstaus und beschafften nähere Informationen direkt von den Polizeidienststellen vor Ort.

## Veranstaltungen
In Spitzenzeiten hatte Radio Luxemburg täglich mehr als 21 Millionen Hörer, hauptsächlich in Rheinland-Pfalz und Nordrhein-Westfalen. Mit dem „weißen Wagen“ von RTL-Radio Luxemburg war man jeden Monat mit Promotion-Gewinnspielen bei Einkaufszentren, Verbrauchermärkten und Supermärkten live vor Ort. Die Werbeindustrie schaltete sämtliche Spots und Gewinnspiele auf den Vier fröhlichen Wellen von Radio Luxemburg über die Werbeagentur IPA in Frankfurt am Main.
RTL-Radio Luxemburg hatte auch einen eigenen Radio- und TV-Club, den man „Hallo RTL“ nannte und dessen Clubheft monatlich seit Oktober 1977 kostenlos erschien. RTL-Radio Luxemburg war auch regelmäßig bei der Düsseldorfer Messe „boot“ und bei der Berliner Funkausstellung mit Stand und Live-Sendungen vertreten.
Die RTL-Löwenverleihung lockte alljährlich über 15.000 Hörer in die Dortmunder Westfalenhalle zur Preisverleihung. Weitere populäre Sendungen waren die „Funkkantine“ und der „Fröhliche Wecker“ sowie „RTL 12 Uhr mittags“, die „RTL-Torparade“ und die „Hits von der Schulbank“ sowie „Ein Tag wie kein anderer“.

## Moderatoren
Die beliebtesten und bekanntesten Moderatoren der Vier fröhlichen Wellen waren Camillo Felgen, „Franz“ Enno Spielhagen, „Ferdy“ Waldemar Müller, „Frank“ Timm Elstner, Dieter „Thomas“ Heck, Alf Wolf, Helga Guitton, „Rolf“ Wilfried Röpke, Jochen Pützenbacher, „Metty“ Matthias Krings, Christian Simon, Lou van Burg, Thomas Gottschalk, Monika Georges, „Brigitte“ Tamara Kiefer, Marion Preuss, Désirée Nosbusch, Anke Engelke, Rolf Zuckowski, Georg Bossert, Reinhard Münchenhagen, Barbara Gansauge, Klaus A. „Charly“ Heller, Felix Parbs, Kristina Hertel, Achim Graul, Klaus Bungert, Rainer Holbe, Patrick Lynen, „Onkel Acki“ Axel Fitzke, Benno Weber, Hugo-Egon Balder, Rainer Maria Ehrhardt und Inga Abel (Mahlzeit), Biggi Lechtermann und Tommi Ohrner, Björn-Hergen Schimpf, Edy Hildebrandt, Oliver Spiecker, Günter Meyer, Michael Wirbitzky, Thomas Germann, Viktor Worms, Carlheinz Hollmann, Iff Bennett, Martin Schwarze, Peter Trunk, Wolfgang Rositzka, Hans Meiser, „Ulrich“ Ulf Posé, Heinz Siebeneicher, Willy Knupp, Adelaide „Haidy“ Jacobi, Walter Freiwald, Fritz Walter, Michael Daub, Geert Müller-Gerbes, Dave Christian und Jürgen „Jörg“ Ebner.
In den Sommermonaten zur Urlaubszeit moderierten u. a. auch Ulla Norden, Jürgen Marcus sowie Volker Lechtenbrink als Vertretung. James Last produzierte im Jahre 1967 eigens für die Vier fröhlichen Wellen die Erkennungsmelodie Happy Luxemburg. Das Studio-Orchester Peter Orloff produzierte für die Sendung RTL- 12 Uhr mittags das Indikativ. Rückblickend gesehen, erwies sich die Tätigkeit bei den Vier fröhlichen Wellen von RTL-Radio Luxemburg für einige von ihnen als Sprungbrett zu ihrer späteren Hörfunk- und Fernsehkarriere in Deutschland. Erst als die ARD-Rundfunkanstalten im Verbreitungsgebiet, allen voran der Südwestfunk mit seinem Programm SWF3, auch die jüngeren Zuhörer entdeckten, schwand die Popularität von RTL-Radio Luxemburg.
Die fröhlichen Wellen von Radio Luxemburg mit ihrem legeren Moderationsstil, dem Schwerpunkt auf Popmusik und einem geringen Nachrichtenanteil waren in den 1960er Jahren singulär auf dem deutschsprachigen Radiomarkt und stießen die Gründung oder Reform zahlreicher Radioprogramme an, innerhalb wie außerhalb ihres Sendegebiets, so etwa WDR2 (ab Anfang der 70er Jahre) und kurz darauf SWF3 (Baden-Baden) und Ö3 in Österreich.

## Empfang
Das für Deutschland gesendete Programm von RTL – Deutschlands Hit-Radio (rtlradio.de) ist über folgende Wege zu empfangen:
- ASTRA 19.2, digital Transponder: 111, Frequenz: 12,604 GHz[31]
- deutschlandweit in den Kabelnetzen.
- über die RTL RADIO App (iOS, Android)
- seit 5. Oktober 2020 auf DAB+ im zweiten DAB-Bundesmux an 71 Senderstandorten in Deutschland.[32]

Das Sendegebiet für das UKW ausgestrahlte Programm (93,3 und 97,0) ist die Großregion rund um das Quattropole-Städtenetz Luxemburg, Trier, Metz und Saarbrücken. Man kann es aber auch in der Wallonie, der deutschsprachigen Gemeinschaft Belgiens und der Eifel empfangen. Das Empfangsgebiet reicht ca. von Verdun im Westen bis Mainz im Osten sowie Köln im Norden und Nancy im Süden.
In den 70er Jahren wurden Radioempfänger auf den Markt gebracht, die eine grüne Radio-Luxemburg-Taste hatten. Durch Drücken dieser Taste wurde der Empfänger sofort fest auf die Frequenz des Senders eingestellt.

### Sendeanlagen
Die Sendeanlagen von RTL RADIO stehen in Düdelingen und in Hosingen (UKW). Von 2008 bis 2013 wurden die UKW-Frequenzen vom neu geschaffenen RTL Radio 93.3 und 97.0 genutzt. Zwischen 2008 und 2013 wurde RTL RADIO ausschließlich über die Mittelwelle terrestrisch verbreitet. Der Sender Marnach wurde am 31. Dezember 2015 stillgelegt. Zwischen Februar und März 2016 wurde die Sendeanlage demontiert/abgebaut.